# Arnaud De Lie
Arnaud De Lie (Massenhoven, 16 marzo 2002) è un ciclista su strada belga che corre per il team Lotto.
Professionista dal 2022, nel 2024 ha vinto il titolo nazionale in linea.

## Palmarès
- 2019 (Juniores)

Campionati belgi, Prova in linea Junior
- 2020 (Juniores)

1ª tappa La Philippe Gilbert Juniors (Harzé > La Gleize)
Classifica generale La Philippe Gilbert Juniors
- 2021 (Lotto Soudal U23)

2ª tappa Tour Alsace (Colmar > Altkirch)
5ª tappa Tour Alsace (Mulhouse > Berrwiller)
Omloop Het Nieuwsblad Beloften
2ª tappa Okolo Jižních Čech (Třeboň > Nová Bystřice)
Classifica generale Okolo Jižních Čech
2ª tappa Circuit des Ardennes (Vouziers > Vouziers)
2ª tappa, 2ª semitappa International Beloften Weekend (Sluiskil > Philippine)
Classifica generale International Beloften Weekend
- 2022 (Lotto Soudal, nove vittorie)

Trofeo Playa de Palma-Palma
Grote Prijs Jean-Pierre Monseré
Volta Limburg Classic
Gran Premio Marcel Kint
Heistse Pijl
Ronde van Limburg
3ª tappa Giro di Vallonia (Visé > Rochefort)
Schaal Sels
Grote Prijs Stad Zottegem
- 2023 (Lotto Dstny, dieci vittorie)

Clàssica Comunitat Valenciana
1ª tappa Étoile de Bessèges (Bellegarde > Bellegarde)
3ª tappa Étoile de Bessèges (Bessèges > Bessèges)
Grand Prix du Morbihan
2ª tappa Giro di Vallonia (Saint-Ghislain > Walcourt)
La Poly Normande
Grote Prijs Jef Scherens
Grand Prix Cycliste de Québec
Circuit Franco-Belge
Famenne Ardenne Classic
- 2024 (Lotto Dstny, sette vittorie)

Famenne Ardenne Classic
Tro-Bro Léon
Circuit de Wallonie
Campionati belgi, Prova in linea
Classifica generale Giro di Danimarca
5ª tappa Renewi Tour (Menen > Geraardsbergen)
Binche-Chimay-Binche
- 2025 (Lotto, una vittoria)

3ª tappa Étoile de Bessèges (Bessèges > Bessèges)

### Altri successi
- 2020 (Juniores)

Classifica scalatori La Philippe Gilbert Juniors
Ster Van Zuid Limburg
GP De Kroon
- 2021 (Lotto Soudal U23)

Grand Prix Color Code
Grand Prix de Saint-Souplet
Classifica a punti Tour Alsace
Classifica a punti Okolo Jižních Čech
Classifica giovani Okolo Jižních Čech
- 2023 (Lotto-Dstny)

Classifica a punti Étoile de Bessèges
Classifica a punti Renewi Tour
Classifica giovani Renewi Tour
- 2024 (Lotto Dstny)

Classifica giovani Giro di Danimarca

## Piazzamenti

### Grandi Giri
- Tour de France

2024: 119º
2025: 142º

### Classiche monumento
- Milano-Sanremo

2023: 95º
- Parigi-Roubaix

2023: 50º

### Competizioni mondiali
- Campionati del mondo

Fiandre 2021 - In linea Under-23: ritirato

### Competizioni continentali
- Campionati europei

Alkmaar 2019 - In linea Junior: ritirato
Plouay 2020 - In linea Junior: 3º
Drenthe 2023 - In linea Elite: 4º